# Квирин
Квирин (на латински: Quirinus) римски бог, отъждествяван с Ромул, учредителят на важните институции на римската гражданска община. Наименованието му е свързвано със сабинския град Кура (Cures), или със сабинската дума за копие – quiris. Първоначално Квирин се е почитал от живеещите на хълма Квиринал сабини. Заедно с Юпитер и Марс съставлявал триадата на висшите богове.